# Kozuby (stacja kolejowa)
Kozuby – stacja kolejowa na magistrali węglowej w Nowych Kozubach (powiat łaski). Od 15 grudnia 2024 z zatrzymują się tu dwie pary pociągów Łódzkiej Kolei Aglomaracyjnej relacji Łódź Fabryczna – Częstochowa.